# 精神保健福祉士短期養成施設等及び精神保健福祉士一般養成施設等指定規則
精神保健福祉士短期養成施設等及び精神保健福祉士一般養成施設等指定規則（せいしんほけんふくししたんきようせいしせつとうおよびせいしんほけんふくししいっぱんようせいしせつとうしていきそく、平成10年1月30日厚生省令第12号）は、1998年（平成10年）1月30日に、日本国の精神保健福祉士法に基づき制定された厚生労働省令である。

## 教育内容
- 精神医学
- 精神保健学
- 精神科ハビリテーション学
- 精神保健福祉論
- 社会福祉原論
- 社会保障論
- 公的扶助論
- 地域福祉論
- 精神保健福祉援助技術総論
- 精神保健福祉援助技術各論
- 精神保健福祉援助演習
- 精神保健福祉援助実習
- 医学一般
- 心理学
- 社会学
- 法学